# Леон Бонна
Леон Жозеф Флорентин Бонна (фр. Leon Joseph Florentin Bonnat; 20 червня 1833, Байонна — 8 вересня 1922, Монші-Сент-Елуа, Уаза) — відомий французький академічний художник і портретист.

## Життя й робота
З 1846 до 1853 він жив у Мадриді, де його батько продавав книжки. Тут він навчався в Федерико де Мадрасо в Кунтца. У 21-річному віці він переїхав до студії Леона Коніє в Парижі.

## Історичні картини й техніка малювання
Його історичні картини, потужне, золотисте забарвлення й гармонійні кольори показують впливи іспанського художника (Дієго Веласкеса та іспанських реалістів). Картини кокетливі, але активно модельовані, відкриті, різко освітлені й великі складом. Вони повністю ґрунтовані на манері гладкого академічного малярства, але цілком виразні й натуралістичні. Картини часто виявляють теми, що походять з Біблії та античної міфології, а також жанрових сцен Італії та Сходу.
У 1869 році в Парижі його картини привернули увагу. У 1874 році він створив полотно розп'ятого Христа, що оголошено натуралістичним, і постійні глядачі та мистецтвознавці майже несприйняли цю картину. У Парижі в цей час говорили, що художник намалював розп'ятий відповідно до факту труп, що прибито до хреста.

## Портретний живопис
З 1875 року він присвятив себе головним чином портретному малярству, чим зажив у Парижі великої слави (намалював близько 200 портретів). Серед його майстерних творів є портрети Луї Пастера, Олександра Дюма молодшого, Адольфа Тієра, Віктора Гюґо, Домініка Енгра, а також офіційні портрети Жюля Греві, Жюля Феррі, Арманда Фалереса, Адольфа Тієра та Еміля Лубе.

## Учні
У своїй студії він мав багато учнів. З 1880 він став професором у Найвищій національній школі образотворчих мистецтв. Його учнями були Гюстав Кайботт, Рауль Дюфі, Томас Ікінс, Едвін Лорд Вікз, Олександр Форбс, Чарльз Лаваль, Раймонд Лекор, Адольф Фредерик-Лежен, Огюст Леру, Альфонс Осбер, Жорж Брак, П'єр-Гастон Риго, Генрі Сидонс Мовбрей, Анрі де Тулуз-Лотрек, Артур Гакер, Густав Вентцель і Анрі Акілле Зо.
До сучасного малярства він, одначе, ставився явно негативно й твори багатьох зі своїх колишніх студентів цілком відкидав. У віці 89 років помер у Монші-Сент-Елуа у департаменті Уаза.

## Деякі із значних творів

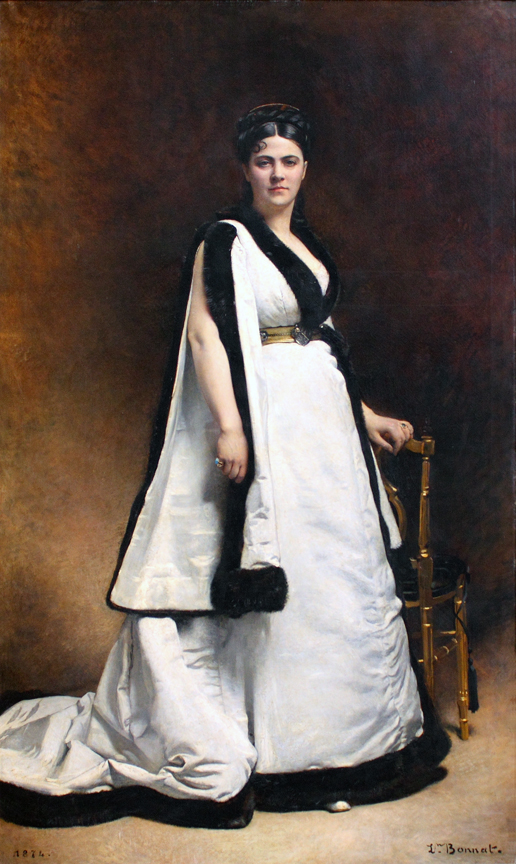
«Портрет акторки мадам Мари-Анжель Паска ́», 1874, Музей д'Орсе, Париж

- Адам і Єва виявили тіло Авеля (1860)
- Мучеництво святого Андрія
- Антигона веде сліпого батька Едипа (1865)
- Прочани перед статуєю Св. Петра в церкві Св. Петра (1864)
- Неаполітанці перед Палаццо Фарнезе в Римі (1866)
- Успіння Пресвятої Діви Марії (1869)
- Вулиці Єрусалиму
- Турецький цилюрник (1872)
- Гумористичні Скерцо (1873)
- Розп'ятий Христос (1874)
- Робота (1880)